# 卡埃塔努斯
卡埃塔努斯是巴西巴伊亚州的一个市镇。总面积857.282平方公里，总人口12239人，人口密度14.3人/平方公里。